# Christian Kux
Christian Kux (Chemnitz, 3 mei 1985) is een Duits wielrenner, die vanaf 2008 in de hoofdmacht van Milram werd opgenomen en onder meer deelnam aan de Ronde van Spanje.

## Grote rondes
Eindklasseringen in grote rondes, met tussen haakjes het aantal etappeoverwinningen.
| Jaar | Ronde van Italië | Ronde van Frankrijk | Ronde van Spanje |
| ---- | ---------------- | ------------------- | ---------------- |
| 2008 |                  |                     | opgave           |

Astarloa (tot 31/05) ·
Barla ·
Djoedja ·  
Eichler ·
Gajek ·
Ghisalberti ·
Grabsch ·
Haueisen ·
Hryvko · 
Jurčo · 
Knees ·
Kux ·
Lancaster ·
Müller ·
Ongarato ·   
Petacchi (tot 30/04) ·
Poitschke ·
Rigotto ·
Roels ·
Sabatini ·
Schröder ·
Schwager ·
Terpstra ·
M. Velits ·
P. Velits ·
Velo ·
Zabel ·
Geschke (stagiair) ·
Hassink (stagiair) ·
Schluter (stagiair)
Barla ·
Ciolek ·  
Eichler ·
Förster ·
M. Fothen ·
T. Fothen ·
Fröhlinger ·
Gajek ·
Gerdemann ·
Knaven ·
Knees ·
Kux ·
Müller ·
Roels ·
Rohregger ·
Russ ·
Scholz ·
Schröder ·
Stroetinga ·
Terpstra ·
M. Velits ·
P. Velits ·
Voss ·
Wegmann ·
Wrolich